# Клейнегест
Клейнегест (нід. Kleinegeest, фриз. Lytse Geast) — селище в нідерландській провінції Фрисландія. Входить до муніципалітету Тіцьєркстерадел.
Перша згадка про населений пункт датується 1543 роком. Наразі у ньому нараховується близько 60 будинків.